# Bicocca Training & Development Centre
Il Bicocca Training & Development Centre (BTDC) è un centro di ricerca dell'Università degli Studi di Milano-Bicocca, creato nel 2007 presso il Dipartimento delle Scienze Umane per la Formazione "Riccardo Massa". Il centro svolge e divulga l'attività di studio e ricerca nel campo di sviluppo organizzativo, della formazione e della gestione strategica delle risorse umane nel mondo delle organizzazioni pubbliche, private, non-profit. Il direttore scientifico del centro è Raoul C. D. Nacamulli.

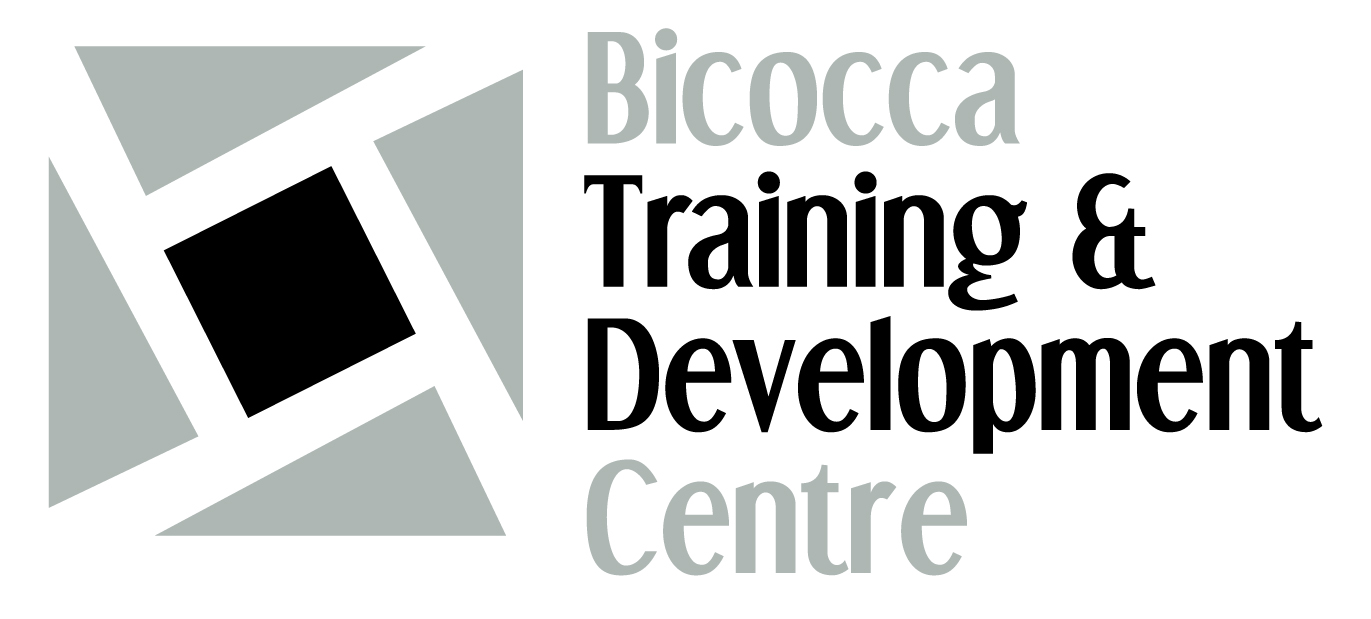
logo del Bicocca Training and Development Centre

## Aree di ricerca
L'orientamento alla base dell'attività di ricerca del Bicocca Training & Development Centre è ottenere vantaggio competitivo attraverso le risorse umane, promuovere il benessere delle persone nei luoghi di lavoro e rispettare la pluralità e i bisogni individuali. Le quattro macroaree di ricerca portate avanti sono:
- Organizzazioni ad alta intensità di commitment;
- Innovazione organizzativa;
- Formazione “oltre l'aula”;
- Processi di internazionalizzazione.